# Perkebunan Patiluban
Perkebunan Patiluban is een bestuurslaag in het regentschap Mandailing Natal van de provincie Noord-Sumatra, Indonesië. Perkebunan Patiluban telt 382 inwoners (volkstelling 2010).